# Athyrium rhachidosorum
Athyrium rhachidosorum är en majbräkenväxtart som först beskrevs av Hand.-mazz., och fick sitt nu gällande namn av Ren-Chang Ching. Athyrium rhachidosorum ingår i släktet Athyrium och familjen Athyriaceae. Inga underarter finns listade.